# Saint-Selve
Saint-Selve là một xã trong tỉnh Gironde, thuộc vùng hành chính Aquitanien của nước Pháp, có dân số là 1632 người (thời điểm 1999). Xã nằm trong vùng đô thị của thành phố Bordeaux. Trong khi Saint-Selve trong năm 1962 chỉ có 661 dân cư thì dân số năm 1999 đã lên đến 1.632 người.

## Nhân khẩu học
| 1962 | 1968 | 1975 | 1982 | 1990  | 1999  |
| ---- | ---- | ---- | ---- | ----- | ----- |
| 661  | 717  | 789  | 969  | 1 324 | 1 632 |